# Costantino V
Costantino V, detto il Copronimo (in greco Κωνσταντίνος Ε΄?, Kōnstantinos V; agosto 718 – 14 settembre 775), è stato un imperatore bizantino, appartenente alla dinastia isauriana. Fu Basileus dei Romei (Imperatore dei Romani) dal 741 fino alla sua morte.

## Regno
Nato nell'agosto del 718, quando fu battezzato dal patriarca Germano, il 25 dicembre dello stesso anno, defecò sul fonte battesimale, e ciò gli valse l'infamante appellativo di Copronimo (traducibile con 'nome di sterco'), che gli storici iconoduli usavano per insultarlo. Fu associato al trono nella Pasqua del 720, a soli due anni. Nell'anno 732, dopo la vittoria decisiva dei Cazari sugli Arabi ad Ardabil e la loro espansione fino a Mosul (a metà strada verso Damasco; la via trans-caucasica per l'invasione d'Europa non verrà più tentata dagli Arabi), l'imperatore Costantino V sposò la principessa cazara Tzitzak, battezzata per l'occasione con il nome di Irene. Nel 740 contribuì alla vittoria sugli Arabi ad Akroinon.

### Ribellione di Artavasde
Quando divenne unico imperatore, durante una campagna di guerra contro gli Arabi, venne dichiarato morto dall'ex strategos del thema armeno nonché cognato Artavasde e dovette riconquistare all'usurpatore, genero di Leone III, sia la capitale che il trono (741-742). Artavasde, difensore del culto delle icone, si fece nominare imperatore da una parte dell'esercito e, una volta giunto a Costantinopoli, fece rimettere al loro posto le immagini sacre. Nel frattempo Costantino V, rifugiatosi ad Amorio, otteneva l'appoggio delle truppe del thema anatolico e, alla testa di queste, inflisse all'usurpatore due pesanti sconfitte, prima presso Sardi (maggio 743) e poi presso Madrina, nell'agosto dello stesso anno. Dopo un breve assedio durato tre mesi (da settembre a novembre), Costantino V entrò trionfalmente a Costantinopoli e punì severamente l'usurpatore: questi fu accecato con i suoi figli nell'ippodromo e mandato in esilio ed ai suoi sostenitori furono tagliati mani e piedi o furono accecati. Il patriarca Anastasio, reo di aver appoggiato l'usurpatore, fu costretto a fare un giro nell'ippodromo a cavallo di un asino, sottoposto a pubblica umiliazione, ma conservò comunque la sua carica.

### Politica interna

#### Politica religiosa
Nei primi anni di regno Costantino V sembra essere stato moderato dal punto di vista religioso, non perseguitando apertamente gli iconoduli, ovvero i veneratori delle immagini. Ciò risulterebbe da fonti armene, che descrivono il Costantino dei primi anni come un Imperatore pio «che governò con la fede di Cristo e con pietà», mentre al contrario il padre viene definito empio. Un'altra fonte slavonica sostiene addirittura che Costantino V avrebbe liberato «tutti i santi iconofili» su richiesta della moglie Irene, che Teofane descrive come una donna pia e veneratrice delle immagini.

Solo successivamente, a partire dagli anni 750, avviò una persecuzione violenta contro gli iconoduli: nel 754 convocò il concilio di Hieria che condannò esplicitamente il culto delle immagini; per far sì che la decisione dei vescovi fosse favorevole alla distruzione delle icone, negli anni precedenti al concilio fece in modo di assegnare ai suoi sostenitori i seggi vescovili vacanti o ne creò di nuovi, a cui prepose prelati a lui vicini. Fece arrestare diversi oppositori dell'iconoclastia rendendoli inoffensivi per tutta la durata del concilio. Il concilio condannò la venerazione delle icone, in quanto si riteneva che gli iconoduli, venerando tali immagini, ricadevano sia nell'errore del monofisismo sia in quello del nestorianesimo.

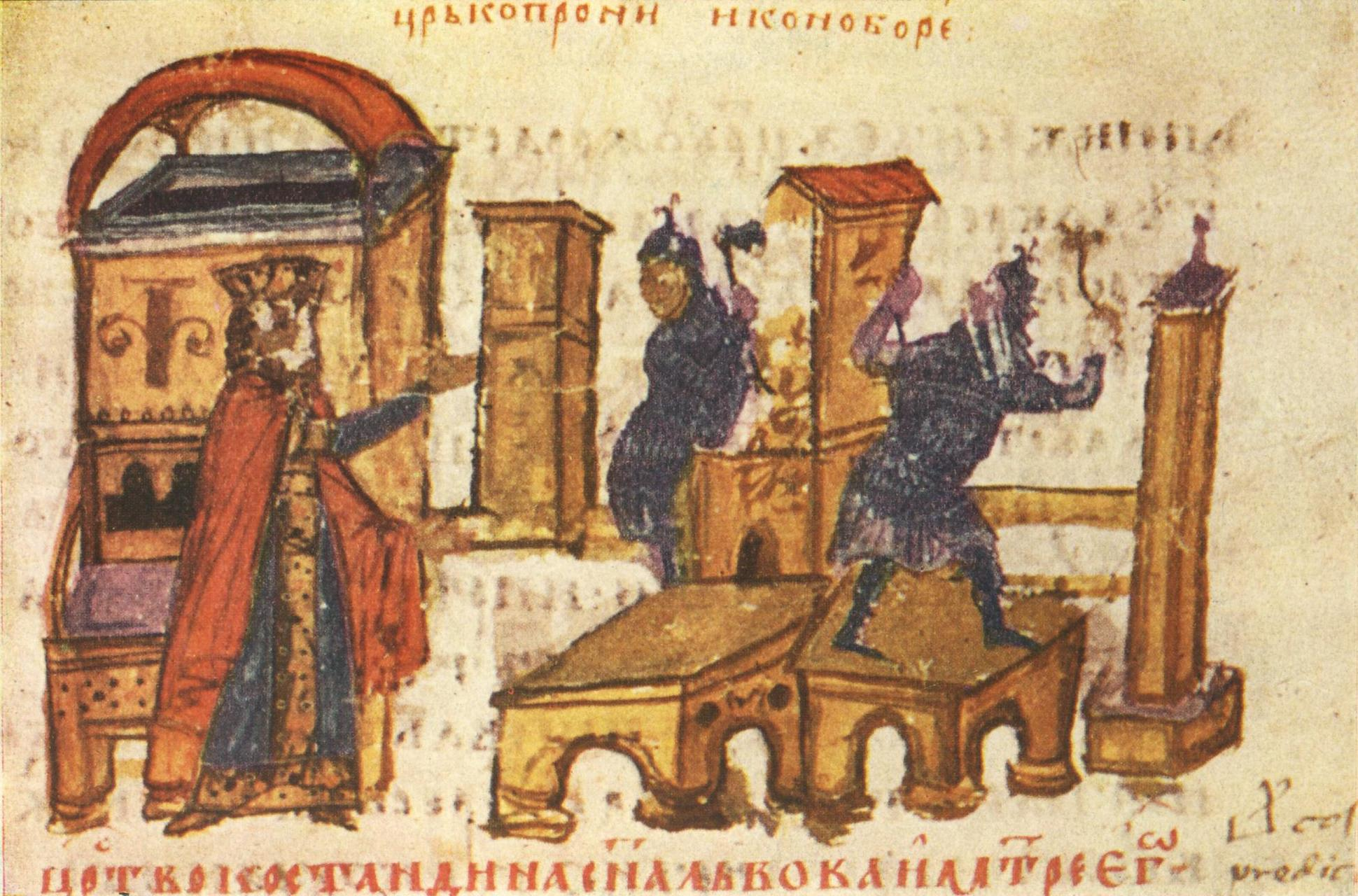
Costantino V mentre ordina la distruzione delle icone.

Costantino V scrisse anche alcune opere di argomento teologico riguardanti l'iconoclastia, che mostravano tendenze monofisite.
In seguito al concilio le immagini religiose nelle chiese vennero distrutte, sostituite con altre profane, come scene di caccia e corse dei carri. La sua politica religiosa incontrò però l'opposizione di parte della popolazione e nel 766 fu scoperta una congiura a cui presero parte alcuni degli uomini più fidati di Costantino: l'Imperatore li punì duramente, ordinando la loro esecuzione. Uno dei ceti che opponeva più resistenza era quello monastico, sotto la guida dell'abate Stefano (765).
Intorno agli anni 760 iniziò una vera e propria persecuzione nei confronti degli ordini religiosi, ovvero i monaci, in quanto si opponevano alla sua politica iconoclastica. Molti monasteri e possedimenti monastici vennero confiscati, chiusi e trasformate in stalle, stabilimenti termali o caserme. Uno degli uomini più fidati dell'Imperatore, lo stratego di Tracia Michele Lacanodracone, imponeva ai monaci che arrestava una scelta: o abbandonare la vita monastica e maritarsi, oppure subire l'accecamento e l'esilio. La lotta contro il ceto monastico fu attuata in tutto l'Impero e generò rivolte nelle campagne dove i monaci potevano vantare un forte sostegno. La persecuzione dei monaci fu indiscriminata e colpì anche i monaci non iconoduli: in questo modo la lotta contro le immagini si fuse con la lotta contro la potenza monastica e i suoi possedimenti, che venivano confiscati e incamerati dallo stato.

#### Attività edilizia
Dopo la pestilenza del 747, che aveva colpito Costantinopoli, Costantino si affrettò a ripopolare la capitale facendo trasferire in essa abitanti dalla Grecia e dalle isole dell'Egeo. Molte opere pubbliche vennero restaurate. Nel 766 ad esempio l'Imperatore provvedette a restaurare l'acquedotto di Valente. Altre opere restaurate in quel periodo furono Hagia Sophia e la Chiesa di Santa Irene, che divenne in pratica il "tempio" dell'iconoclastia. In queste e in altre chiese le immagini religiose vennero rimosse:
(M.F. Auzepy, p. 121.)
Anche se l'iconoclastia provocò la distruzione di opere d'arte religiose, secondo lo storico Hauser grazie a questa eresia si produsse «quell'effetto stimolante della produzione, che era ormai caduta in un meccanico e monotono formalismo.» Grazie all'iconoclastia, l'arte si svincolò da temi religiosi e riscoprì l'ellenismo artistico, con le rappresentazioni delle scene di vita quotidiana già citate più sopra.

#### Riforma dell'esercito
L'Imperatore apportò anche delle migliorie nell'esercito, con l'istituzione dei cosiddetti tagmata, ovvero reggimenti formati da soldati di professione molto meglio addestrati dei soldati-contadini dei themata. Questi vennero ufficialmente istituiti nel 760.

### Politica estera

#### Guerre contro i Musulmani

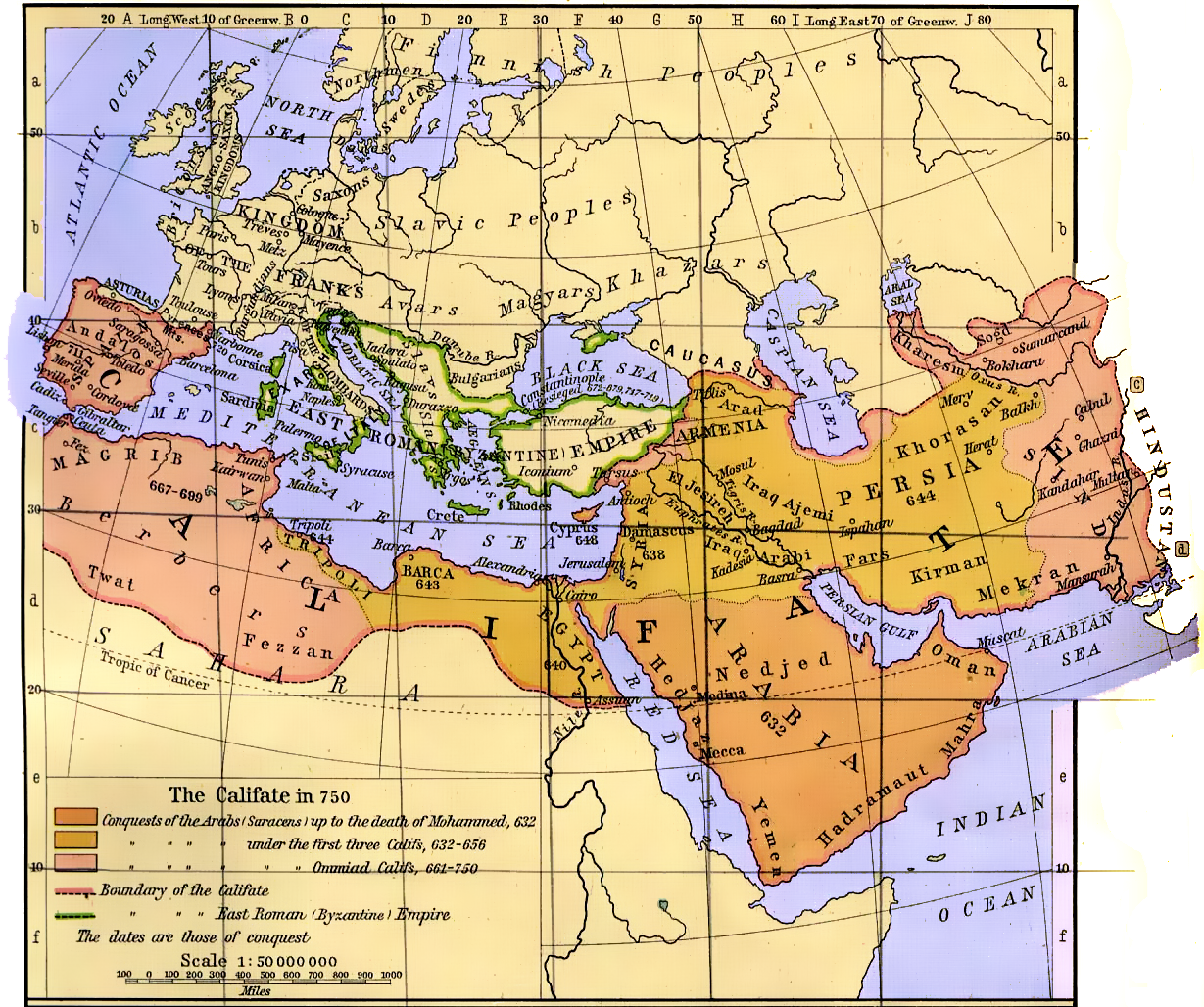
L'impero bizantino nel 750.

Mentre il basileus sconfiggeva l'usurpatore, il califfato islamico attraversava un periodo di guerre civili, al termine delle quali (750) la dinastia degli Omayyadi venne sostituita da quella degli Abbasidi; la capitale fu trasferita da Damasco a Baghdad; la pressione degli Arabi sui territori bizantini diminuì, e in questo modo l'imperatore poté condurre alcune campagne vittoriose contro i musulmani.
Nel 746 Costantino V invase la Siria settentrionale, occupando Germanicea, la città dove erano nati i suoi antenati. Nel 752 conquistò anche Teodosiopoli e Melitene, in Armenia. I prigionieri di guerra vennero condotti in Tracia per ripopolarla, svuotando la regione di confine tra l'Impero d'Oriente e quello arabo e permettendo di creare una "terra di nessuno" che potesse impedire al nemico islamico di avere una base di partenza per eventuali scorrerie nell'Anatolia bizantina. Anche sul mare Costantino ebbe successo: lo stratego dei Cibirreoti arrecò nel 747 una sconfitta alla flotta araba proveniente da Alessandria.
Queste conquiste non furono durature, poiché le fortezze espugnate furono in seguito riconquistate dagli Arabi; era però ormai evidente che Bisanzio in Oriente non era più l'aggredito ma l'aggressore. Nel 756 il generale arabo Sahil Al-Abbas riuscì a riprendere le fortezze perdute, mentre nel 757 le truppe arabe alla testa del governatore Abdal-Walhab invasero di nuovo il territorio imperiale, ma quando penetrarono nella Cappadocia giunse loro la notizia che l'Imperatore Costantino V stava accorrendo con il suo esercito per uno scontro campale; il timore di perdere una battaglia contro un avversario che già in passato si era dimostrato temibile li spinse a ritirarsi in territorio arabo con tale rapidità che, narrano le fonti, non riuscirono a saccheggiare neppure una città. Si raggiunse poi tra i due imperi una pace con cui, in cambio della restituzione di alcuni prigionieri, gli Arabi si impegnarono a non invadere più il territorio bizantino. 
Successivamente vi furono altre incursioni degli Arabi in territorio bizantino ma non portarono a perdite di rilievo, segno di come la difesa bizantina si fosse rafforzata, e nel 763 parte dell'Armenia araba fu conquistata dai Turchi, alleati di Bisanzio. Negli ultimi anni di regno di Costantino, gli Arabi attaccarono infruttuosamente la Cilicia nel tentativo di recuperarla.

#### La perdita dell'esarcato

L'Italia bizantina e longobarda nel 751.

Mentre regnava Costantino V, l'esarcato bizantino di Ravenna era in grave pericolo, minacciato dal re dei Longobardi Astolfo. Questi, riorganizzato e rafforzato l'esercito, passò immediatamente all'offensiva contro i territori italiani ancora soggetti (anche se più di nome che di fatto) all'Impero bizantino. Nel 750 invase da nord l'Esarcato occupando Comacchio e Ferrara; nell'estate del 751 riuscì a conquistare l'Istria e poi la stessa Ravenna, capitale e simbolo del potere bizantino in Italia. Si insediò nel palazzo dell'esarca, che venne parificato al palazzo regio di Pavia come centro del regno longobardo.
Costantino V tentò di recuperare l'esarcato con la forza della diplomazia inviando ambasciatori presso Astolfo nel tentativo di spingerlo a restituire i territori conquistati all'Impero, ma ovviamente l'ambizioso re longobardo non era disposto a rinunciare alle sue conquiste e ambiva a conquistare anche Roma, minacciando apertamente il Papa; il Pontefice allora decise di rivolgersi ai Franchi, all'epoca governati da Pipino il Breve. Il re franco accettò la richiesta di aiuto del pontefice e discese due volte in Italia (754 e 756), sconfiggendo Astolfo e costringendolo a cedere Esarcato e Pentapoli al Papa invece che all'Impero. Costantino V ovviamente protestò e inviò due messi presso il re franco, pregandolo di restituire l'Esarcato al legittimo padrone, ovvero l'Impero d'Oriente; ma Pipino rispose negativamente, congedando i due ambasciatori. Nacque così il potere temporale dei Papi e lo Stato della Chiesa.
Successivamente l'Imperatore tentò di convincere il re franco a rompere l'alleanza con il Papa, restituire l'Esarcato ai Bizantini, e dare sua figlia Giselle in sposa al figlio di Costantino Leone. Di fronte al rifiuto di Pipino, che rimaneva fedele al Papa, l'Imperatore cercò di accordarsi con il nuovo re dei Longobardi Desiderio per riprendersi l'Esarcato, ma nonostante l'accordo si fosse raggiunto, l'impresa fallì. In compenso i Bizantini riuscirono a riconquistare Otranto (758). La caduta del Regno longobardo ad opera di Carlo Magno (774) fece definitivamente tramontare i progetti bizantini di riconquista della penisola italiana. Adelchi, il figlio dell'ultimo re longobardo, si rifugiò a Costantinopoli dove ottenne il rango di patrizio e il nome greco di Teodato.

#### Guerre contro i Bulgari
Costantino V, nel corso del suo regno, condusse ben nove campagne contro i Bulgari, che nel 756 avevano invaso l'Impero. Il casus belli di questa prima invasione bulgara fu la decisione di Costantino V di costruire nuove fortezze al confine con la Bulgaria, cosa che ovviamente danneggiava gli interessi dei Bulgari; il khan intimò quindi all'Imperatore di distruggere le nuove fortezze e al suo rifiuto invase la Tracia bizantina. Su cosa accadde in seguito le fonti sono discordanti:
- Teofane narra che l'invasione bulgara ebbe successo, devastando i territori imperiali e costringendo Costantino a intraprendere la prima spedizione nel 759.
- Invece Niceforo parla di fallimento dell'invasione e di una schiacciante vittoria dei Bizantini, che devastarono la Bulgaria e spinsero i Bulgari a firmare un oneroso trattato di pace.

Nel 762 venne eletto khan dei Bulgari Teletz, fortemente anti-bizantino, che riprese le ostilità con l'Impero, invadendo la Tracia bizantina. L'imperatore rispose a quest'irruzione conducendo di persona un esercito nel territorio nemico; qui il 30 giugno 763 inflisse una pesantissima sconfitta ai Bulgari: la vittoria venne celebrata dall'Imperatore con un ingresso trionfale a Costantinopoli e con giochi e feste all'Ippodromo. In seguito alla morte di Teletz in una rivolta, la Bulgaria cadde nell'anarchia, e l'Imperatore cercò di approfittarne intraprendendo due spedizioni contro la Bulgaria, nel 764 e nel 765: se la prima spedizione fu vittoriosa, la seconda fu un fallimento a causa del vento avverso che causò la distruzione di quasi tutta la flotta imperiale.
La Bulgaria si risollevò dall'anarchia solo nel 770, quando, con l'ascesa al potere di Telerig, divenne di nuovo una temibile minaccia. Telerig invase la Macedonia nell'ottobre del 773 ma venne duramente sconfitto dai Bizantini. La vittoria fu festeggiata con grande fasto a Costantinopoli. Nonostante questi trionfi, Costantino non riuscì mai a imporre al nemico una pace perpetua. Fece un ulteriore tentativo nel 775, ma mentre si apprestava alla partenza per la campagna, fu colpito da una forte febbre e da un gonfiore che colpì le gambe; preoccupato per le sue condizioni di salute, l'Imperatore si recò ad Arcadiopoli, dove comprese che non sarebbe sopravvissuto a questa malattia; morì infatti il 14 settembre 775 di malattia e la sua morte venne considerata dagli avversari come un segno divino. Fu sepolto nella chiesa dei Santi Apostoli, ma nel IX secolo, con la definitiva vittoria del partito antiiconoclastico, le sue spoglie ne furono rimosse e bruciate nel Forum Bovis. Il suo primo figlio gli succedette come Leone IV.
Nonostante la controversia iconoclastica, le sue vittorie contro i Bulgari non vennero mai dimenticate: quando, all'inizio del IX secolo, Costantinopoli si trovò nuovamente sotto la minaccia dei Bulgari, il popolo della città si raccolse attorno alla tomba di Costantino V, implorandolo di uscirne per salvare nuovamente l'Impero.

## Matrimoni e figli
Costantino si sposò tre volte:
- dalla prima moglie Tzitzak, battezzata Irene, ebbe un solo figlio:
  - Leone IV, detto il Cazaro (750 - 780), che gli succederà al trono imperiale.
- dalla seconda moglie Maria (†751) non ebbe figli.[33]
- dalla terza moglie Eudochia, ebbe cinque fra figli e figlie:
  - Cristoforo, insignito del titolo di Cesare nel 769, fu esiliato nel 780;
  - Niceforo (756/758 - dopo l'812), insignito del titolo di Cesare, dopo numerose cospirazioni fu accecato ed esiliato sull'isola di Avşa ove morì;
  - Niceta, esiliato nel 780;
  - Eudocimo, seguì le sorti del fratello Niceta;
  - Antimo, seguì le sorti dei fratelli Niceta ed Eudocimo;
  - Antusa (757 - 801), ritiratasi a vita religiosa, divenne monaca ed è venerata come santa sia dalla Chiesa cattolica sia da quella ortodossa.

## Scritti
A Costantino sono stati attribuiti dei testi teologici contro la venerazione delle immagini. Teofane ci narra che prima del concilio di Hiera cominciassero a circolare degli scritti iconoclasti contenuti nell'opera Noυθεσία γεροντος περί τών άγίων είκόνων (Monito del vecchio sulle sacre icone); tale opera è costituita da tre frammenti: il primo riguarda una profezia ex eventu che dovrebbe risalire a prima del 741 anche se dal contenuto si evince che l'autore debba essere stato a conoscenza delle persecuzioni di Costantino V contro i monaci avvenute tra il 760 e il 770; il secondo riguarda un dialogo tra l'iconodulo Giorgio e l'iconoclasta Cosma, che rappresenta lo scontro tra veneratori delle immagini e distruttori; il terzo frammento è un monologo iconodulo di un santo. Il dialogo tra Giorgio e Cosma contiene varie imprecisioni e si ritiene che sia stato inventato a posteriori da icononoduli per screditare Costantino V e l'iconoclastia.
L'unico scritto attribuibile a Costantino V redatto prima del Concilio è le Πεύσεις (Le questioni). Lo scritto contiene il pensiero teologico di Costantino e venne proposto dall'Imperatore ai vescovi accorsi a Costantinopoli per prendere parte al Concilio del 754 affinché lo ratificassero. Secondo lo scritto, gli adoratori delle immagini cadrebbero nell'eresia perché dipingendo l'immagine di Cristo rappresenterebbero solo la sua natura umana, cadendo nell'errore dei Nestoriani; di conseguenza poiché le due nature di Cristo non possono essere rappresentate insieme in un'immagine, le immagini sacre vanno distrutte perché eretiche.

## Giudizi
Le fonti iconodule, le uniche di quelle bizantine rimaste su questo Imperatore (perché in seguito al concilio di Nicea II, che condannò l'iconoclastia, fu ordinata la distruzione di tutte le fonti iconoclaste), danno un ritratto molto negativo di questo Imperatore:
(Teofane Confessore, Cronaca, anno 741. Traduzione di Enrico V. Maltese.)
In Suda si legge addirittura che adorasse Venere. Sempre Teofane, poi, lo accusa di omosessualità e di essersi sposato tre volte, pratica illegale per la Chiesa. Venne poi accusato di aver commesso incredibili atti crudeli contro i monaci. Gibbon elenca tutte le accuse delle fonti di parte contro il sovrano:
(Edward Gibbon, Storia della decadenza e rovina dell'Impero romano, Capitolo 48.)
Molte di queste infamie sono state riconosciute dalla storiografia moderna come esagerazioni retoriche e calunnie senza fondamento volte a gettare infamia contro un Imperatore che si era attirato l'odio degli adoratori delle immagini con violente persecuzioni e che ora bisognava comunque condannare in modo da prendere le distanze con il passato. Comunque, lo stesso Gibbon, nonostante fosse molto critico nei confronti di Bisanzio, nota che:
(Edward Gibbon, Storia della decadenza e rovina dell'Impero romano, Capitolo 48.)
Le fonti primarie armene invece dipingono l'Imperatore come un valoroso generale che incuteva timore agli Arabi:
(Samuele di Ani, Cronache)
Una fonte latina, del vescovo di Napoli, invece narra che avrebbe ucciso un drago, accostandolo in tal modo a San Giorgio:
(Gesta episcoporum neapolitanorum.)
Anche le fonti siriache lo elogiano: Michele Siriano dipinge l'Imperatore come monofisita, motivo in più per elogiarlo. Sia il già citato Michele che il Chronicon ad an. 1234 tentano di discolpare Costantino dalla colpa di essersi sposato per ben tre volte, sostenendo che in realtà l'Imperatore non avrebbe avuto l'intenzione di risposarsi e sarebbe stato spinto a farlo dalla volontà dei suoi cortigiani. La stessa fonte lo definisce come un «uomo saggio e temuto dai nemici.»